# Чорноріччя (поселення і могильник)
Чорноріччя — поселення і могильник, що знаходяться на східному березі р. Чорна між селищами Хмельницьке і Чорноріччя в Південно-Західному Криму (Севастопольська міськрада, Балаклавський район). Обидві пам'ятки атрибутуються кизил-кобинською культурою (за Кравченко, 2011, № 40 каталогу) (XI—IV (ІІІ) ст. до н. е.), досліджені у другій половині ХХ ст. візуально і розвідками із шурфуванням і розкопками. Наявний матеріал досліджень не дозволяє встановити вужчу дату пам'яток. Входять до західної групи пам'яток кизил-кобинскої культури басейна р. Чорна.
Могильник Чорноріччя є пам'яткою національного значення (270018-Н, могильник № 15). Поховальні конструкції представлені кам'яними скринями, за даними розвідки деякі поховання були здійснені в ямах із кам'яною обкладкою. На поселенні досліджено господарську яму із кизил-кобинскою керамікою.
На початок весни 2014 року кам'яні скрині могильника були вщердь зруйновані оранкою.